# San Sebastián (Lempira)
San Sebastián es un municipio del departamento de Lempira en la República de Honduras.

## Toponimia
El nombre de "Colozuca" que significa "Ave de Rico Plumaje" y se deriva de las raíces "churri-chorro", "chulu-cholo" (indio civilizado); "ave" y "zuca" pluma rica y bella y de la voz maya COLD-maizal y "ZUCA" rico y hermoso, es decir "Lugar Hermoso". Su nombre proviene de Sebastián de Milán, santo de la iglesia católica.

## Límites
| Orientación | Límite                                      |
| ----------- | ------------------------------------------- |
| Norte       | Municipio de San Manuel Colohete, Lempira   |
| Norte       | Departamento de Ocotepeque                  |
| Sur         | Municipio de Tomalá, Lempira                |
| Sur         | Municipio de San Andrés, Lempira            |
| Este        | Municipio de La Campa, Lempira              |
| Este        | Municipio de San Manuel Colohete, Lempira   |
| Oeste       | Municipio de Guarita, Lempira               |
| Oeste       | Municipio de Cololaca, Lempira              |
| Oeste       | Municipio de San Marcos de Caiquín, Lempira |

Su Extensión territorial es de 222.0 km².

## Geografía
Esta cabecera se ubica en lo alto de una montaña. Rodeada de muchos pinos y de algunos robles. Sus montañas son en verdad altas y escarpadas, lo que se evidencia al recorrer todo el camino hasta llegar a ella. En algunas grandes montañas la vegetación es de arbustos. El origen geológico comprende el volcánico y en las zonas cercanas a los 2 ríos hay bastante material aluvial.

## Historia
En 1887, en el censo de población de 1887 era la Aldea Colosuca del Municipio de Gracias.
En 1896 (7 de marzo), se le dio la categoría de municipio.

## Población
Para San Sebastián, los descendientes de indígenas toman un 60 % de la población. El restante 40 % es para los mestizos, encontrándose con bastantes individuos de tez blanca, e incluso con ojos azules o verdes.
Población: para el año 2013, este municipio tenía 10 453 habitantes; el INE ha elaborado proyecciones, las que indican que habrán 11 904 habitantes para el año 2020.

## Economía
Las fincas de café son las mayores generadoras de empleo en la región, ya que es el principal producto. La cría de ganado está en 2.º lugar, seguido de las actividades de comercio de abarrotes y otros artículos de primera necesidad. La siembra de maíz y frijoles son para consumo local, por eso se han mencionado al final.
En el 2007 se estaba trabajando en la instalación de alcantarillados sanitarios. El agua potable se obtiene de pozos perforados. Obviamente, tiene electricidad desde hace 3 años. Y cuenta con los servicios de comunicación móvil. Tiene una salida al Departamento de Ocotepeque pero esta camino se encuentra muy descuidado. El servicio de transporte está muy atrasado ya que solo cuenta con un autobús para movilización de personas y bienes.

## Turismo

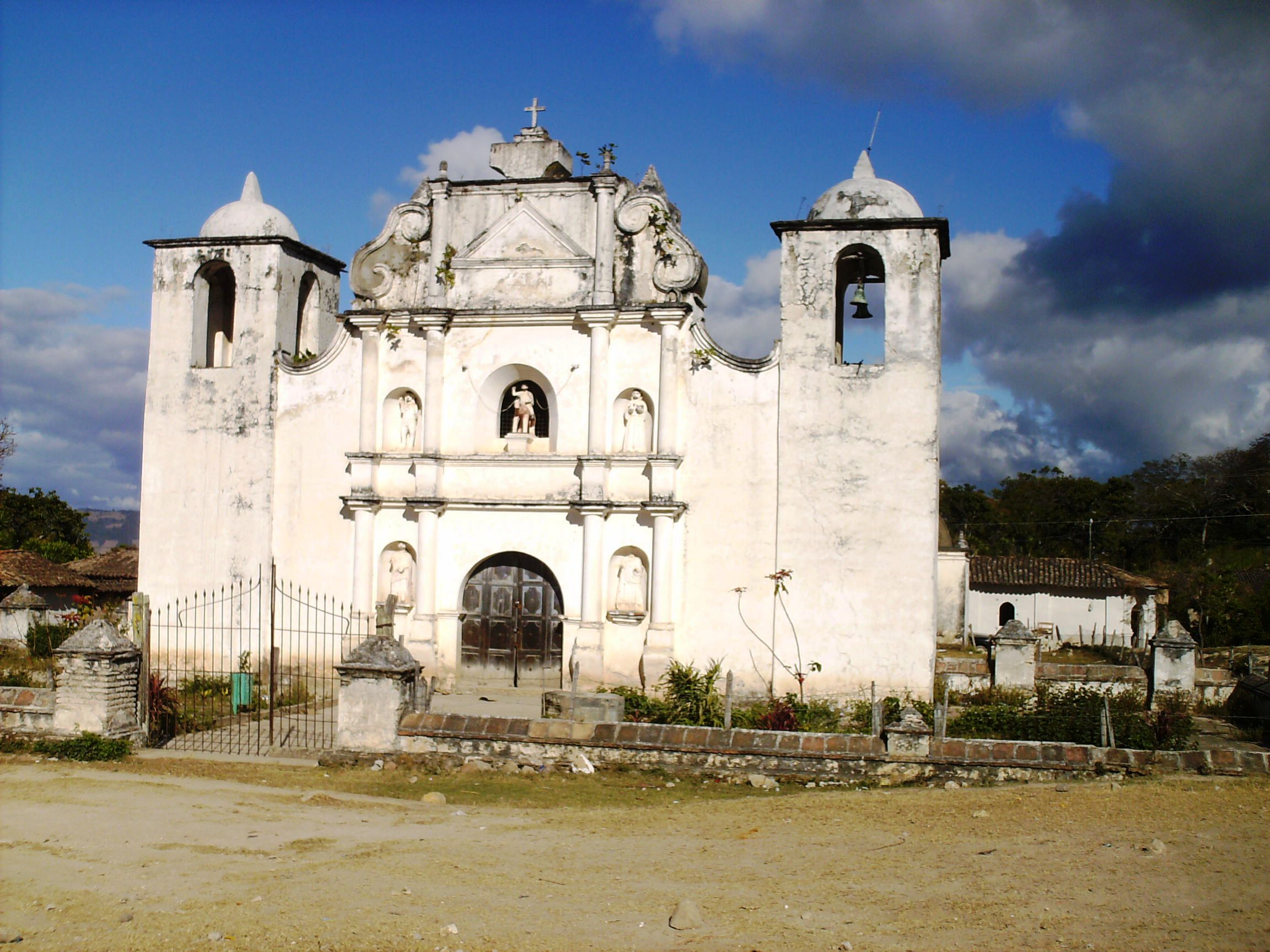
La Iglesia Colonial en San Sebastián.

Una vez pasando de San Manuel Colohete, hay secciones en que la carretera se estrecha y las pendientes se vuelven más empinadas y peligrosas. Hay que cruzar un río, el cual en la época lluviosa no permite el paso, con el siguiente río no se tiene problemas ya que se ha construido un puente. Se recomienda visitar estos lugares estrictamente en vehículos de tracción en las 4 ruedas. En total se sitúa a 45 km de la Ciudad de Gracias y a 13 km del Municipio de San Manuel Colohete. Se puede ver la Montaña el Congolón hacia el sur y algunas de Ocotepeque al norte.
Sin duda su antigua iglesia puede ser de atracción para las personas con interés por las antiguas edificaciones coloniales, y con mayor razón porque esta cabecera pertenece a la Ruta Colosuca, que han organizado el Instituto Hondureño de Turismo y varias alcaldías de la zona. Y si se busca la tranquilidad de las zonas rurales, este lugar puede ser ideal.

### Feria Patronal
Su Feria patronal es el 20 de enero, día de San Sebastián.

## División Política
Aldeas: 7 (2013)
Caseríos: 108
| Código | Aldea         |
| ------ | ------------- |
| 132101 | San Sebastián |
| 132102 | Agua Fría     |
| 132103 | El Cutal      |
| 132104 | El Sucte      |
| 132105 | El Volcancito |
| 132106 | San Antonio   |
| 132107 | San Isidro    |

.
|}San Francisco